# Estación de Bandeira
Bandeira es una estación ferroviaria situada en el municipio español de Silleda en la provincia de Pontevedra, comunidad autónoma de Galicia. La estación no dispone de servicios de viajeros desde el año 2013.

## Situación ferroviaria
La estación se encuentra en el punto kilométrico 342,762 de la línea férrea de ancho ibérico que une Zamora con La Coruña a 260 metros de altitud, entre las estaciones de Puente Taboada y Vedra-Ribadulla. El tramo es de vía única y está sin electrificar.

## Historia

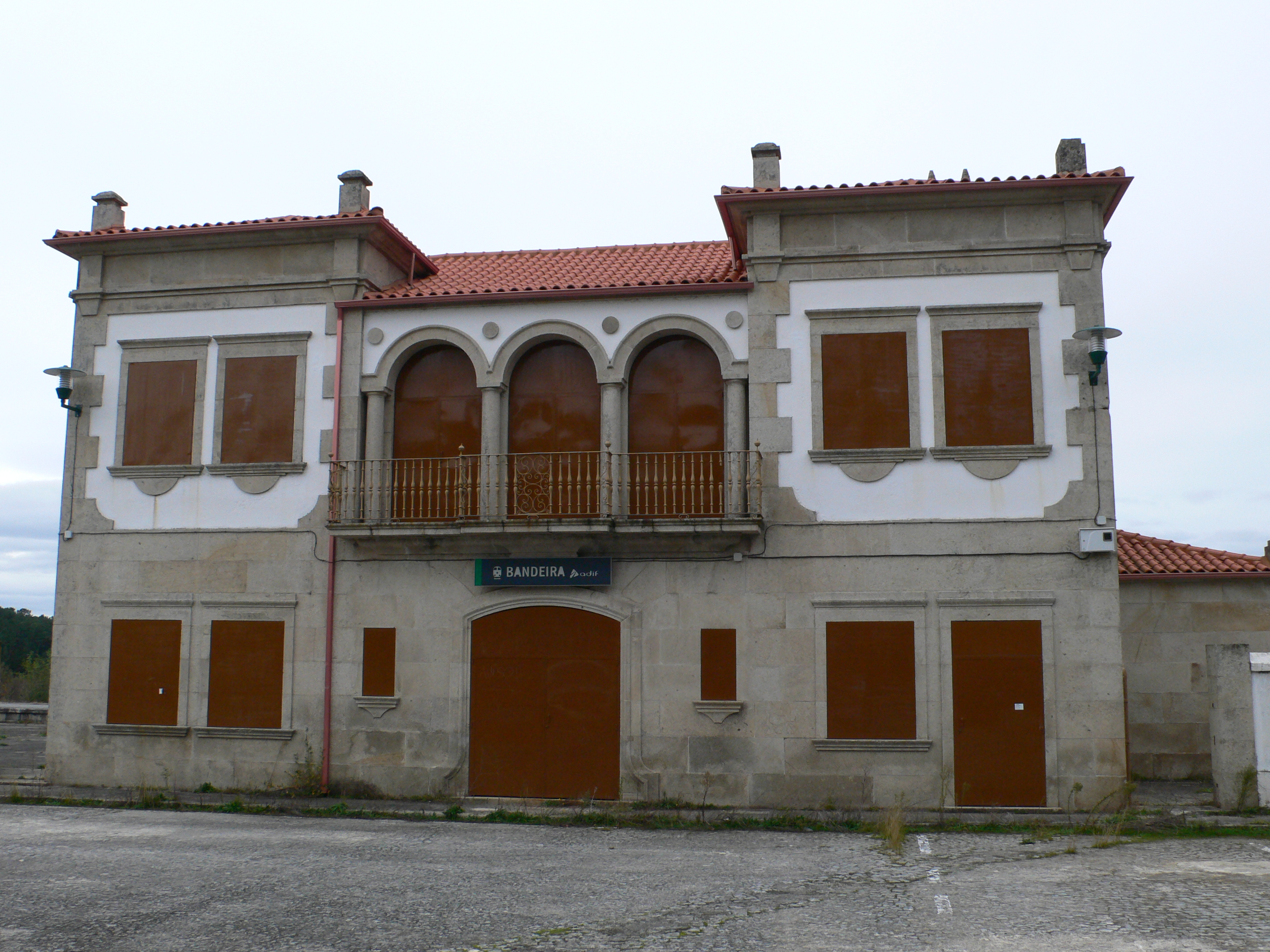
Vista de la fachada del edificio de viajeros.

La estación fue inaugurada el 8 de septiembre de 1958 con la puesta en marcha del tramo Carballino — Santiago de Compostela de la línea férrea que pretendía unir Zamora con La Coruña. Su explotación inicial quedó a cargo de RENFE cuyo nacimiento se había producido en 1941. 
Desde el 31 de diciembre de 2004 Renfe Operadora explota la línea mientras que Adif es la titular de las instalaciones ferroviarias.

## La estación
El edificio de viajeros, construido en piedra, está formado por un cuerpo central de dos pisos al se anexan dos bloques laterales un altura prácticamente similar. Una galería de tres arcos adorna el segundo piso de la fachada principal. Cuenta con dos andenes laterales al que acceden dos vías. Los cambios de andén se realizan a nivel. 